# Julián Castro
Julián Castro Contreras, född omkring 1810, död 12 juni 1875, var en venezuelansk officer och Venezuelas president mellan 1858 och 1859. Han föddes sannolikt i staden Petare omkring 1810. Hans föräldrar hette Juan Manuel Castro och Margarita Contreras. Han hade även en bror, Inocente Castro.
I mars 1858 ledde Julián Castro en motståndsrörelse mot den sittande presidenten José Tadeo Monagas, som avgick den 15 mars. Castro tillträdde som president den 18 mars. Tiden som president kantades av skandaler, kuppförsök och ett annalkande inbördeskrig. Den 2 augusti 1859 fängslades han av några officerare och tvingades avgå. I juli 1860 dömdes han av den venezuelanska kongressen för förräderi, men straffades aldrig. Efter rättegången kunde han således lämna Venezuela.
Castro återvände till sitt hemland 1870. Han dog i Valencia den 12 juni 1875.